# 本真
本真（Authenticity），或译真诚性，是存在主义哲学中的术语，指人在外界的压力和干扰下，忠于自己的个性、精神和品格的特质。其反面被称为非本真（inauthenticity）。“本真”的概念也常被用于美学讨论。
海德格爾在《存在與時間》中提出了本真性的概念，後來影響了薩特與波娃的存在主義哲學。海德格爾並非從反對存在主義的角度來討論本真性，而是他晚年對薩特的存在主義進行批評，認為其過於強調主體性，而忽視了存有問題。